# Can Veí
Can Veí és un edifici a la ciutat de la Bisbal d'Empordà protegida com a bé cultural d'interès local.
La casa Veí va ser bastida l'any 1845, segons consta a la clau de l'arc de la porta principal d'accés. És un edifici d'estil neoclàssic i conserva encara la decoració de les sales interiors. Edifici de grans dimensions, que fa cantonada entre els carrers dels Valls d'en Colomer i del Raval. És una casa de planta baixa, entresòl, dos pisos i golfes. La porta d'accés, al carrer dels Valls, és d'arc escarser amb brancals d'inspiració clàssica. La mateixa tipologia d'arc es repeteix a totes les obertures de la planta baixa, mentre que les dels pisos superiors són allindanades. Com a elements remarcables hi ha els emmarcaments de les obertures, amb carreus regulars de pedra, les baranes dels balcons, de forja, i l'escut de la façana del carrer del Raval, de pedra. El coronament de l'edifici té una cornisa motllurada, i en l'actualitat presenta algunes modificacions.